# Morne Fraser
Morne Fraser är ett berg i Dominica.   Det ligger i parishen Saint David, i den centrala delen av landet, 21 km nordost om huvudstaden Roseau. Toppen på Morne Fraser är 660 meter över havet, eller 301 meter över den omgivande terrängen. Bredden vid basen är 4,3 km. Morne Fraser ligger på ön Dominica. Det ingår i Grande Soufrière Hills.
Terrängen runt Morne Fraser är kuperad. Havet är nära Morne Fraser österut.  Närmaste större samhälle är Marigot, 9,2 km norr om Morne Fraser. I omgivningarna runt Morne Fraser växer i huvudsak städsegrön lövskog.